# Cryptolestes pusillus
Cryptolestes pusillus is een keversoort uit de familie dwergschorskevers (Laemophloeidae). De wetenschappelijke naam van de soort werd in 1817 gepubliceerd door Carl Johan Schönherr.